# 携帯電話

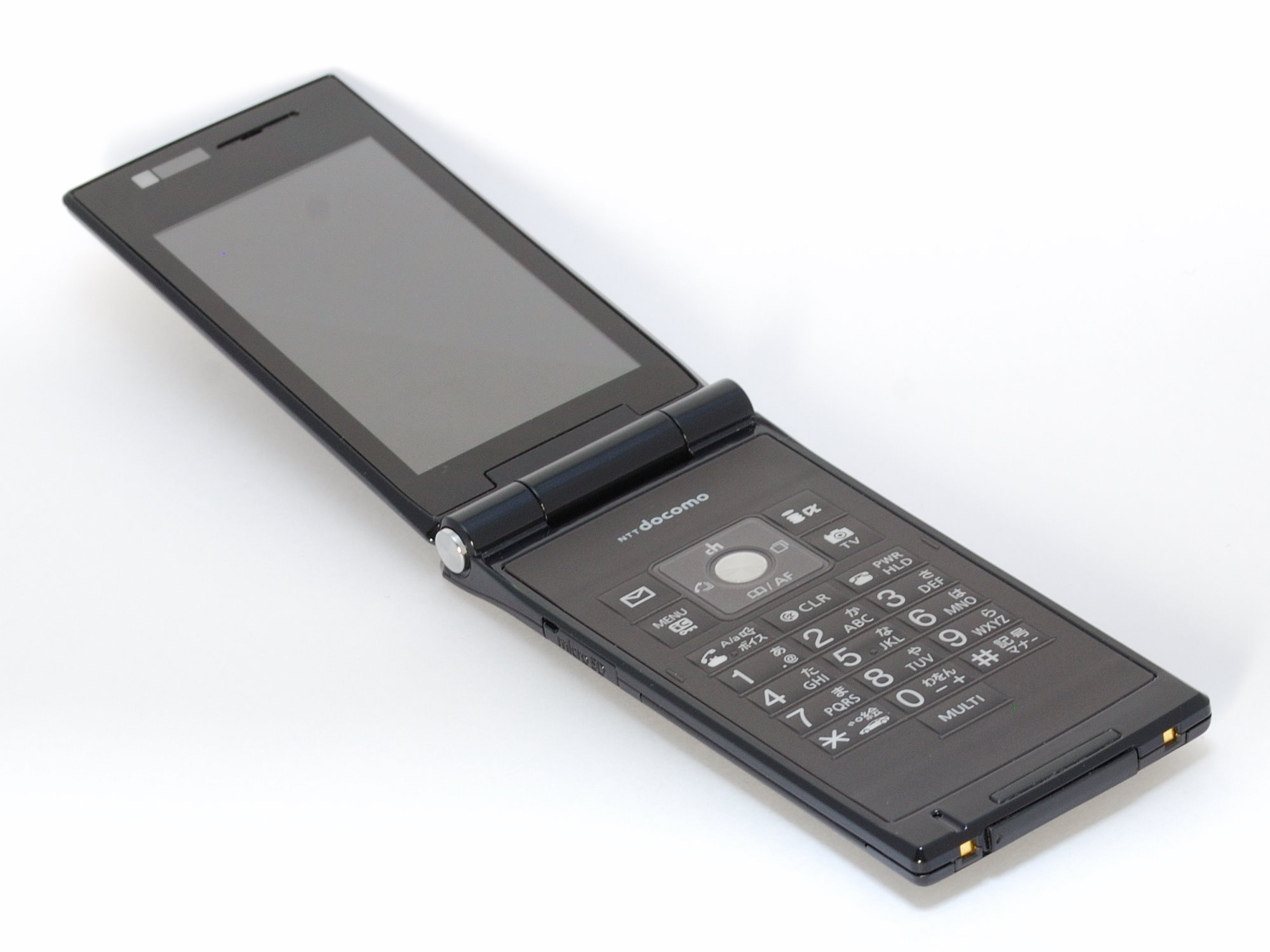
折りたたみ式の携帯電話

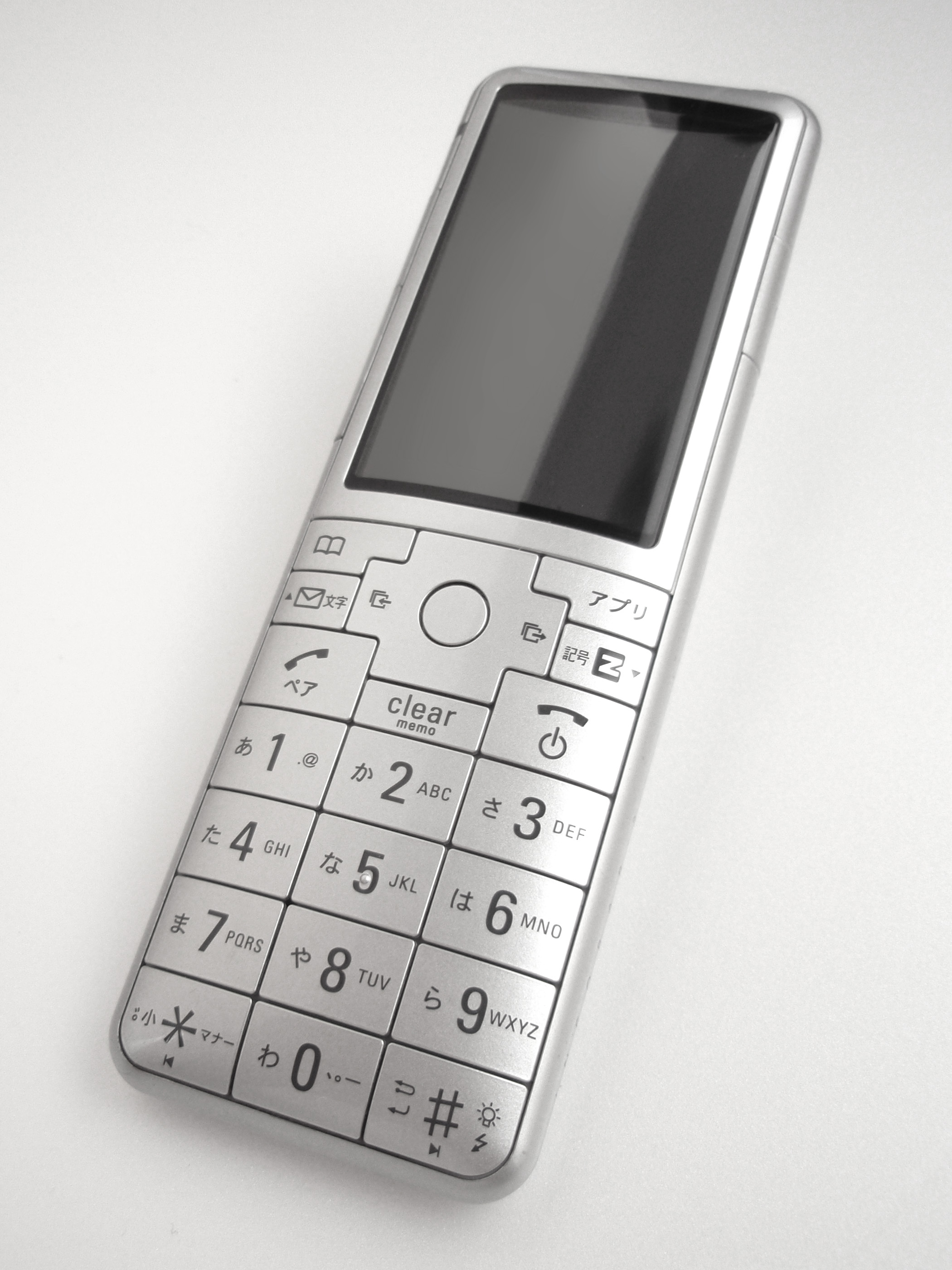
ストレート式の携帯電話

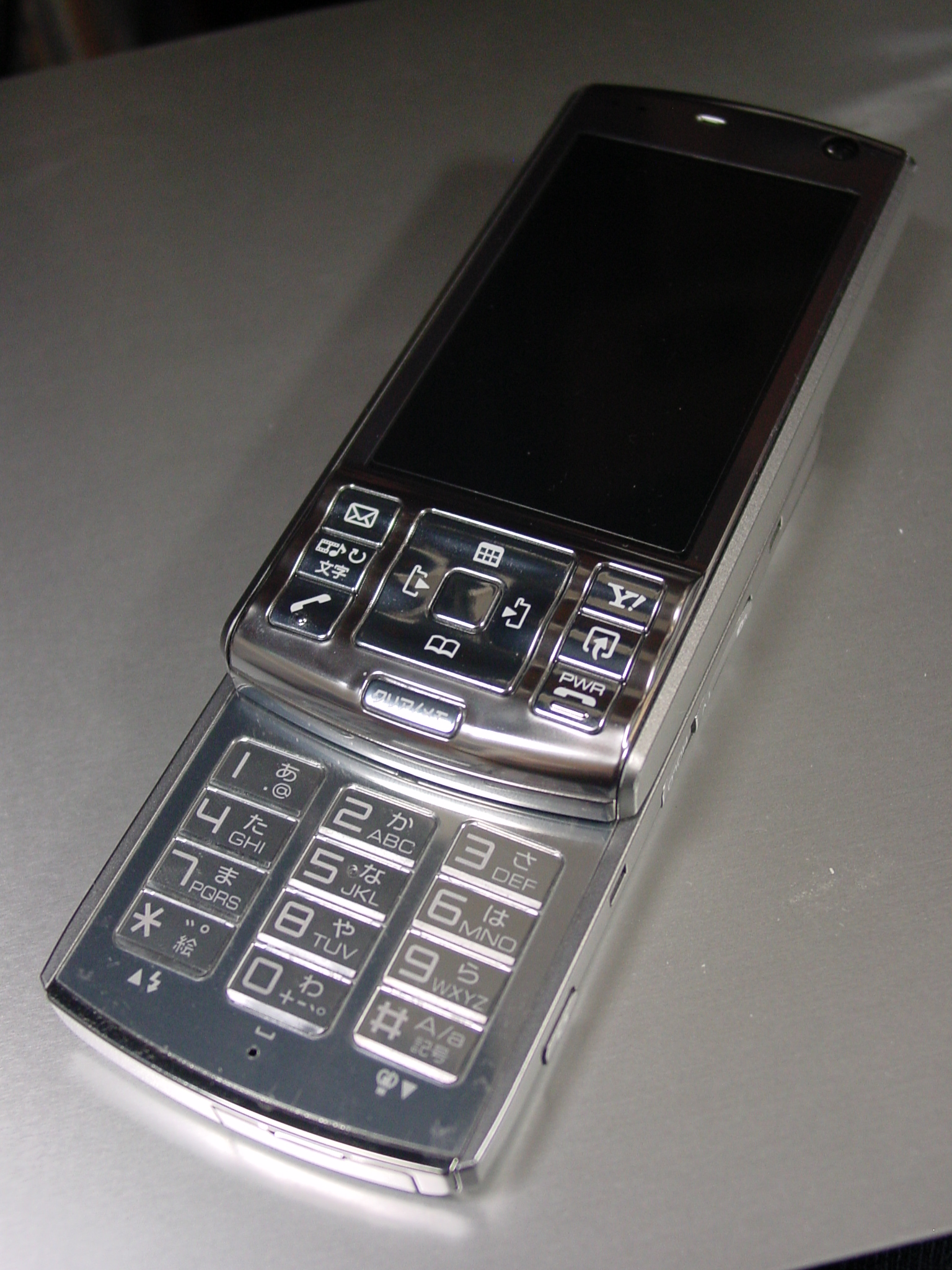
スライド式の携帯電話

携帯電話（けいたいでんわ、英: mobile phone、英: cell phone）は、無線通信により、携帯することが可能となった電話機である。また、電話機を携帯する形の移動体通信システム、電気通信役務。端末を「携帯」（けいたい）あるいは「ケータイ」（この場合は、スマートフォンではなくフィーチャーフォンを指すことが多い）と略称することがある。ガラケーとも呼ばれるが、いわゆる『ガラパゴス』とされる日本独自仕様のフィーチャーフォンのことであり、「ガラケー」＝「フィーチャーフォン」ではない。
携帯電話は無線機の一種であるため、その設計は各国の電波法により規制されている。日本国内で一般に流通している携帯電話は、電波法令により規定されている技術基準に適合していることを示すマーク（技適マーク）が刻印されている。
本稿では説明しないが、元々は「携帯電話（携帯電話機）」は鉄道会社が業務用で使う鉄道電話のうち、駅などにある常設のものではなく、列車乗務員が非常用や保線作業員が作業先や移動中に使うため携帯するものを指し、こちらは技術的には固定電話と全く同じ構造の有線式が普通であり、電話機を丸ごと持ち歩いて必要に応じこれを沿線に設置された電話線の接続端子に接続して通話を行う道具だった。

## 定義
世界的に狭義の「携帯電話」の範疇に入るものとしては、iDENなどの第二世代携帯電話以降の規格を使っているデジタルMCA無線などの移動体通信携帯端末や、無線免許を要しないUnlicensed Personal Communications Services（UPCS）やPHS、DECTなどのいわゆる小電力無線局の携帯端末などがある。

## 歴史

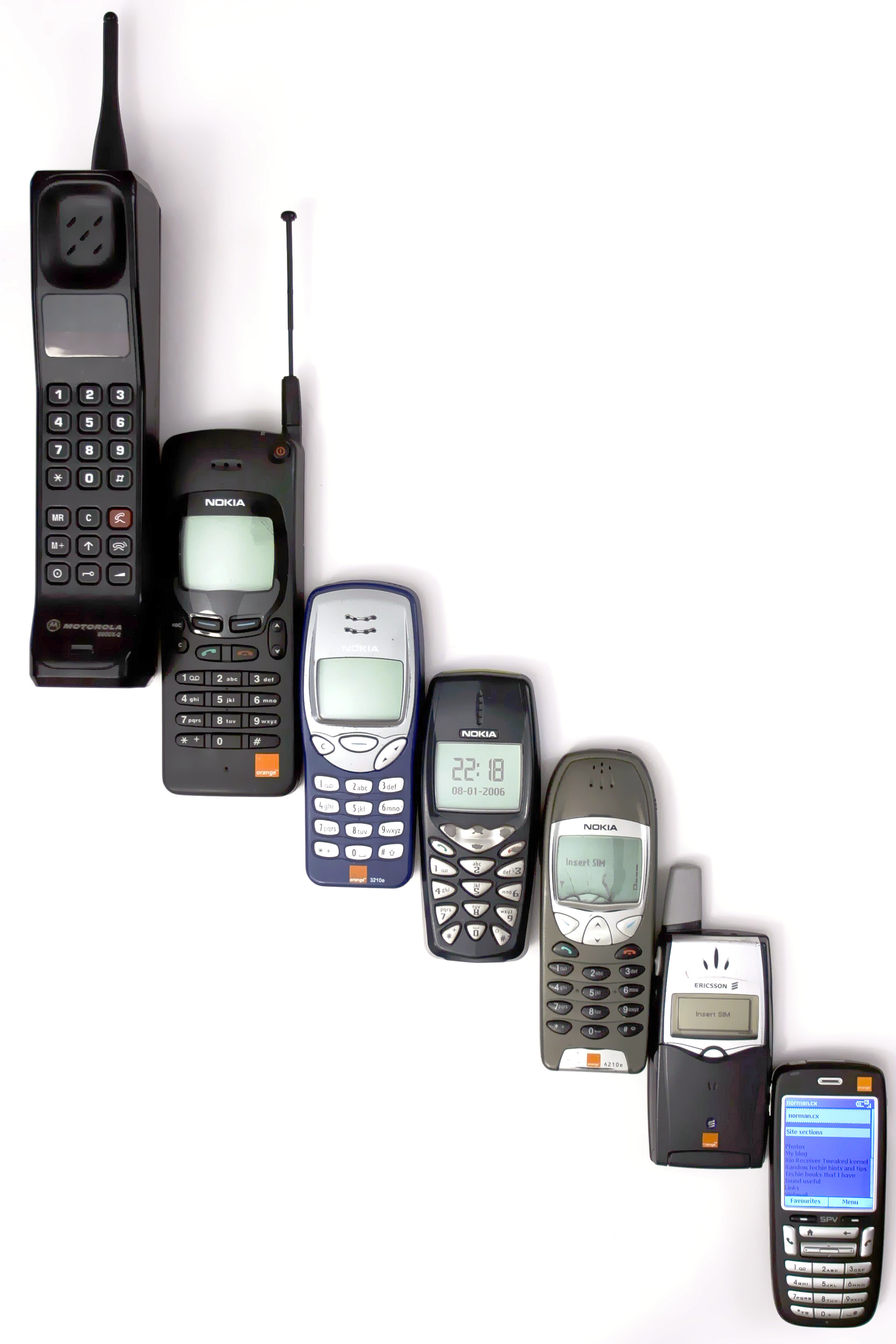
左上モトローラ携帯電話端末1機種、他はノキアの歴代携帯電話端末

### 構想時代
携帯電話の構想は、電話機が考案されて間もないころからあった。電波を使用して無線で通信でき、かつ人間同士が音声にて会話することが夢として描かれていた。モールス符号を用いる無線電信機は携帯電話の元になる技術だが、実用化されても爆発的に普及するようになるものだとはこの時点では考えられていなかった。
また、携帯できる電話を開発する具体的な研究は古くから行われてきたが、電波のノイズの問題やバッテリーの問題、また通信速度などの多くの問題により電話機が非常に大型になってしまうため、実現は難しかった。

### トランシーバーから車載電話機
携帯電話の前身は、第二次世界大戦中にアメリカ軍が使用した、モトローラ製のトランシーバー「Walkie Talkie」（SCR-536）である。
戦後1946年には、アメリカのベル・システム（AT&Tの子会社）は無線の電話回線サービスである移動電話サービスを開始した。これは、トランシーバーなどの無線電話が専用の無線回線を用いるのに対し、公衆の電話回線を用いることで、無線通信を一般向けのサービスにまで広げた。こうして、民間でも固定通信に加えて移動体通信サービスが利用可能となった。ただし、当時は人が日常的に携帯できるサイズの電話は技術的に実用化されておらず、車載電話機として設置できるものが小型化の限界であった。アメリカに続いて、ヨーロッパ各国でも同様のサービスが次々と始まった。この無線電話回線サービスは後に、より新しい携帯電話回線サービス（1G - 5G）と対比して、0Gと呼ばれるようになった（レトロニム）。
接続が完全自動化された無線電話回線サービスは、スウェーデンのモバイルテレフォニーシステムDと呼ばれるもので、1956年にサービスが開始された。これらのサービスは実用性の面で一般に広く普及することは難しかったが、1971年にフィンランドで開始されたオートラジオテレフォンという0Gサービスは、移動体通信ネットワークをはりめぐらせ、電波のカバレッジに途切れなく国中で使用でき、ユーザーに広く利用された最初の成功例となった。

### 1960年 - 1970年代：端末小型化への努力
それ以前は車やバイク、その他の乗り物へ設置できるが、人が持ち運ぶには非実用的なサイズであった。1960年代になると、両手で持ちながら会話できる程度まで小さくすることが可能となったが、短時間の通話でも疲れてしまうほどに重かった。1970年代になると頑張れば片手で持てる程度の大きさまで小型化した。
1970年に大阪府で開催された日本万国博覧会では、ワイヤレスホンとして後年で言うところのコードレスフォンが出展された。これは数メートル程度しか電波が飛ばず、会場内で端末同士が通話できる機器であり、厳密には公衆の電話回線を利用する電話とは異なるものであった。
1973年4月3日、モトローラのエンジニアであるマーティン・クーパーは実際の無線電話回線につなげて電話をかけることのできる世界で初めての手持ち可能な携帯電話を試作し、ニューヨークのマンハッタン6番街の路上でデモンストレーションを行った。このとき、彼は携帯電話開発のライバルであったベル・システム社のen:Joel S. Engelへと電話をかけた。この電話はコードレスで、重さ1.1キロ、大きさ23×13×4.5センチであり、一度の充電で30分間会話ができたが、再充電には10時間が必要であった。一方、当のバッテリー持続時間が20分とする資料もある。

### 1970年代後半 - 1980年代前半：実用化時代（車載電話）
1979年には、日本において第1世代移動通信システム（1G）を採用したサービスが世界で初めて実用化された。これは上述の0Gよりも、速度やカバレッジが改良された新しい技術であった。ただし、これは0Gと同じく車載電話機を使った自動車電話サービスで、人が携帯するための携帯電話はまだ実現されていなかった。1981年にはバーレーンとスカンディナヴィア地域でもサービスを開始した。
なお、アメリカ合衆国では1978年にAT&Tとモトローラに対して1G実用化実験の許可が出ていたが、すぐには実現に至らなかった。遅れをとった同国はモトローラによる当時のロナルド・レーガン大統領への直訴も功を奏し、1981年に実用化がなされた。
1980年前後から事業として成立するようになり、一部の先進国で車載電話機（自動車電話）として携帯電話機の販売やサービスが開始された。当時は固定電話機と比較すると導入価格や通信費用はともに数十倍であるうえ、通信エリアも都市部に限定されていたため、ごく一部の限られたユーザーが導入するのみであった。

### 1980年代半ばごろ：実用化時代（ポータブルタイプ）
車載型ではないポータブルタイプとして、1983年にモトローラより発売されたMotorola DynaTACが世界初の市販の手持ちできる携帯電話である。
日本では、1985年にNTTが「ショルダーホン」を発売している。肩にかけて持ち運ぶもので、重量は3キロだった。携帯電話と称したものは1987年にNTTから発売されており、体積は500cc、重量は900グラムだった。

### 1990年代：デジタル化・多機能化
1990年代になると端末の普及が進み、本体に液晶ディスプレイが搭載され始めた。また、1991年にフィンランドを皮切りに、日本でも1990年代半ばより第2世代移動通信システム（2G）サービスが始まり、通信方式がアナログからデジタルへと移行した。通信規格として、ヨーロッパのGSMとアメリカのCDMAがあった。これによって、着信音に好みの音楽が設定できる着信メロディや、ポケットベルと連帯したメッセージサービスを利用できるようになった。1995年頃、3.5%だった日本の携帯電話の普及率は3年後には7倍になった。
1999年にはiモードが日本でスタートし、インターネット網への接続が可能となり、通信速度が向上し、画像やJavaを使用したゲームなどの利用が可能となった。

### 2001年-2000年代後半：インターネットとの融合

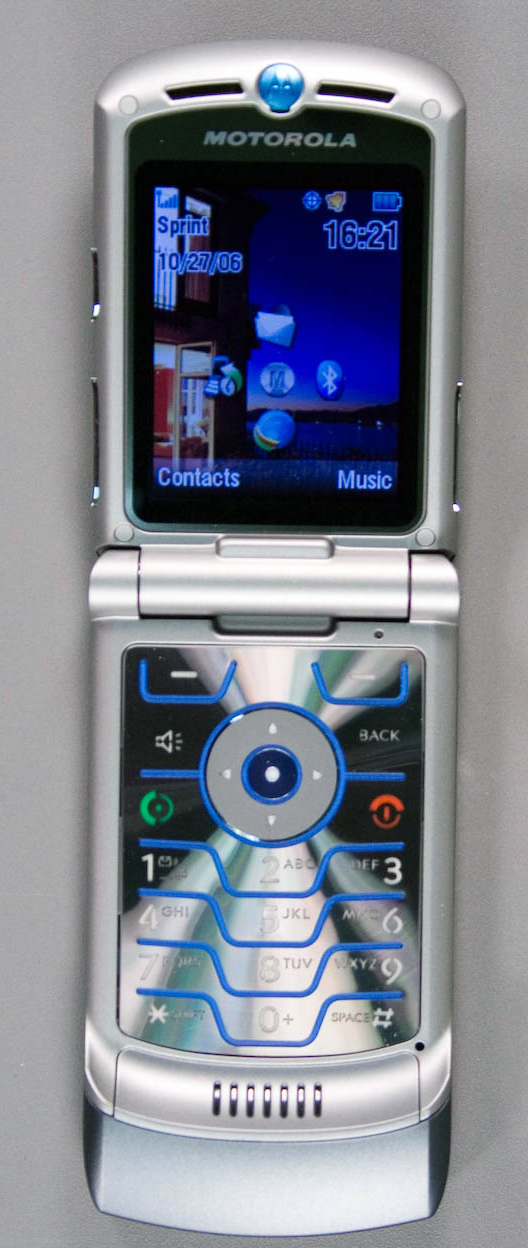
世界的に大ヒットしたMotorola RAZR

2000年代に入ると第3世代携帯電話（3G）が登場する。2001年に世界に先駆け日本で3G（W-CDMA）の商用サービスが始まった。テレビ電話が可能となったほか、パソコンと接続して高速なデータ通信が行えるようになった。また、ラストワンマイルの問題が解決しやすいことから発展途上国でも爆発的に普及し始め、英調査会社 “Informa Telecoms & Media” の2007年11月29日（英国時間）の発表によれば、世界全体での普及率が5割に達した。
特にアフリカにおいては、固定インフラの整備が停滞している一方で、携帯電話の普及率や潜在市場は膨大なものが予測されており、市場の急成長が注目を集めた。電力インフラの整備が追いついていない地域では、携帯電話の利用に必須な電源として自動車のバッテリーからや人力発電による「充電屋」のような商売も勃興した。
携帯電話の歴史の初期には小型化・軽量化に主眼が置かれていたが、この頃にはある程度実現したため、東アジアなどの地域では多機能化が進められた。こうした地域では、カメラやインターネット閲覧、モバイル決済、防水、太陽充電、ラジオ・テレビチューナーといった付加機能で製品の差別化を図った（詳細については日本における携帯電話#端末も参照）。
携帯電話業界の競争激化とともに、ユーザーへの大きな吸引力となる端末のデザイン・機能開発について各メーカーがしのぎを削った。しかし、手に持つ・テンキーで電話をかけるといった機能を維持する共通条件のもとで、その差別化は容易ではなく、タッチパネルやジャイロセンサーの採用など現代最先端の技術を用いていった。こうした多機能化の動きは、後にスマートフォンに継承され世界的に一般化した。
フィーチャーフォンはおおむね「ストレート式」「折りたたみ式」「スライド式」の3種の形状に大別できる。主流ではないが、「フリップ式」「2軸ヒンジ式」「回転式」なども存在した。
ストレート式
携帯電話の基本形。操作部と表示画面がひとかたまりの延べ棒状になっている。表示画面がそのまま外に露出しているため傷つきやすい。また、表示画面の大型化に伴って肥大化しつつあり、コンパクト化が難しい。
折り畳み式
携帯電話が多機能化するに従い表示画面が大型化し、ストレート式では平面形も大きくなりがちであること、また、操作部と表示画面を未使用時に保護する観点から、本体中ほどにヒンジを設け二つ折りにできるようにしたものである。ストレート式より厚くなる傾向だったが、のちの技術革新により、二つ折りでも非常に薄い製品が登場した。
折り畳み式は画面や操作部を保護できる反面、ヒンジや折り畳みの支点で双方の情報をやり取りするケーブルがストレスを受けるため断線しやすく、折り畳みの可動範囲を超えて強く曲げると折れる可能性がある。また、閉じた状態だと電話やメールの着信時に発信者をひと目で確認できないことや、開閉動作が必要なため操作を素早く開始できない、短時間で頻繁に使用していると開閉が煩わしいなどの欠点がある。
これらの欠点を改良するため、背面にサブディスプレイを備えた機種や、両手を使って液晶を開かなくても側面のボタンを押すとばねの力で液晶が開く機構を搭載した機種などが登場した。
スライド式
レールによって直線状に水平スライドする開閉方式。本体が上層の液晶部と下層の操作部の二層に分かれており、液晶部をスライドさせることで操作部内側にある操作キーを露出させる。折り畳み式と違い表示部が表面に露出しており、スライドしなくても基本機能が使えるものが多い。
ストレート式や折り畳み式よりも表示部が大きく設計できる、しかもコンパクトにできる、折り畳み式と異なり片手で容易に開閉できるなどの利点がある。反面、ストレート式と同様表示部が傷つきやすく、スライド機構のスペース分下層部のボタンが小さくなることが多い。また、スライドさせるときにボタンを押してしまい、意図しない動作をさせてしまうこともある。
十字キー／メニューキーなどが液晶部に、テンキーが操作部に別れて搭載されている機種と、下層の操作部にすべてのキーが搭載されている機種がある。
前者は、閉じていても基本操作ができる、折り畳み式と同じ大きさのキーにできる利点がある。反面、スライド時に意図しない動作を招きやすい。後者は、より薄型にできる、十字キー／メニューキーとテンキーが同一面に並んでいるため、十字キーとテンキーの間で指の行き来がしやすい利点がある。反面、スライド機構の分だけ操作部の面積が狭いためキーが小さく、正確なキー操作が必要になる欠点がある。
きわめて少数ではあるが、横長で短辺が上下にスライドし、テンキーより文字入力に適しているQWERTY配列のボタンを搭載した機種もあり、インターネット閲覧やメールなどのヘビーユーザをターゲットにしている。
フリップ式
ストレート式の派生型として、操作キー部分だけが折りたたみ式カバーで覆われ、使用時にはカバーを開ける「フリップ式」と呼ばれるタイプもあるが、折り畳み式の普及以降、そうした製品は少ない。第2世代までの三菱電機製の端末に多く見られた。
2軸ヒンジ式
折り畳み式の派生型として、回転軸を2軸にして、縦方向に開くだけでなく横方向への回転も可能にしたのが「2軸ヒンジ式」である。画面を横向きに回転できるのは、ワンセグや動画の視聴時の快適性や、カメラ撮影時にデジカメのような操作性の実現を狙ったものである。縦、横、利用シーンに適した開き方を選択できる。
回転式
スライド式同様に水平面内でスライドする。スライド式のような上下方向の直線的なスライドではなく、テンキー部上部の軸を中心に水平回転するのが「回転式」。SO505i（docomo、SONY）やA5305K（au、京セラ）などで採用されている。SONYでは、「180°スタイル（ワン・エイティ スタイル）」、京セラでは「リボルバースタイル」と呼称された。
スライド＋回転式
回転式よりさらにマイナーな形状として、縦方向の直線的スライドと、水平回転を組み合わせた方式も存在した。docomo F-09Aで採用されている。

### 2007年以降：スマートフォン時代
2007年からは携帯情報端末（PDA）がさらに進化し、パソコンとの差異が処理能力などの差だけとなった、スマートフォンが普及している。
1999年の頃から、一定の処理機能を備えたPDAに移動体端末の機能を複合させた延長的な製品は散発的に発売されいくつか存在していたものの、大ヒットに至らなかった。しかし、2007年に発売されたiPhoneをきっかけに、スマートフォンに注目が集まった（日本では2008年発売のiPhone 3Gが初）。
その後、IPhone・iOSのApple、GoogleおよびOpen Handset Allianceが開発したAndroid系スマホメーカー各社、マイクロソフトが開発するWindows Mobile・Windows Phoneスマホメーカー各社、独自OSを採用するNokia等の勢力が一時入り乱れる。当初のスマートフォンは、通信費用がより多くかかり、バッテリーの持ちが悪い傾向にあったが、改良が進み、2010年代初頭からAndroidが世界的シェアを一気に広げ、スマホが世界中で急速に普及した。
2010年代には、3Gの発展形でさらに高速となった第4世代携帯電話（4G）サービスが始まった。WiMAX方式はアメリカで、LTE方式はスカンジナビアで最初に利用可能となった。
2018年から2019年には、第5世代携帯電話（5G）サービスの運用が局所的に始まった。

## 携帯電話端末
端末本体は、一般社会や日常生活では単に「携帯（けいたい）」と呼ばれることが多く、「携帯」の語は携帯電話の端末を総称するような言葉のように使われており、完全に定着している。一方で同様に携帯端末であるポケベルやPHS、PDAは「ケータイ」と区別されがちであった。
また通称として「ケータイ」「ケイタイ」と表記されることも多い。NTTドコモや「電電ファミリー」の制作した技術文書では移動機（いどうき）と書かれることもしばしばある。スマートフォン時代になるとスマホと呼ばれる機会も増えた。

### 構成部位
初期からスマホまで共通する部品としては、アンテナ、スピーカー、マイクと、これらを制御する電子回路と、電源などがある。
2000年代以降の端末の多くではディスプレイを搭載しており、液晶や無機EL、有機EL、発光ダイオードなどさまざまな素材が利用されている。初期型の製品にはアンテナがほとんど露出していたが、2000年代中ごろに内蔵の機種が増え、現在のアンテナはほとんどが内蔵型である（ワンセグ対応機種はテレビアンテナがついているが、このアンテナのみ本体から出して使用する機種が多かった）。ガラケー時代は各社オリジナルの工夫をしたデザインが特徴で、独自機能の増加が相次いでパーツは増える傾向にあった。スマホ時代初期はiPhoneの影響を強く受けたものが多かったが、技術革新とともに再び様々なスタイルが登場している。

### 電源
電源は初期には一次電池が使われていたが、二次電池の発達により1990年代にはニカド電池およびニッケル・水素蓄電池が、2000年代からはリチウムイオン電池が主流である。携帯電話端末本体が充電器の役割も兼ねており、二次電池の充電回路を搭載している。一般に携帯電話の「充電器」と呼ばれる機器は、正確には携帯電話に内蔵された充電器に電源を供給する外部電源としてのACアダプタである。そのため外部電源を接続することで本体から電池を取り出さなくとも充電が可能である。機種によっては専用の充電用簡易スタンドが付属する。
外部電源としてはACアダプタによる直流電源、USB給電、Qiなどが用いられる。直接電源では家庭用電源を電源とし、3.7 - 5V程度に電圧を落として供給される。

### 演算・記憶装置
端末のデジタル化により、通信処理を司るベースバンドLSIを利用してコンピュータ化が進み、電話帳機能や発着信履歴の保存のためにフラッシュメモリによる不揮発記憶装置による補助記憶領域も備えるようになった。このことで着信音にバリエーションを持たせることが可能となった。
さらに携帯電話でモバイルブラウザを動かしたり、画像や音楽といったマルチメディアデータを扱うようになると、ベースバンドLSIとは独立したCPUが搭載されるようになった。補助記憶装置の必要性はさらに増し、内蔵の補助記憶装置のみでは容量不足となった。そのため2000年代に入ると外部にメモリーカードのスロットを設け、外部メモリへの記録も可能とした。初期ではSDカードやメモリースティックが用いられていたが、端末に占める容積が大きかったため、miniSDカードやmicroSDカード、メモリースティックDuoなどの携帯電話に特化したメモリーカードが開発された。

技術の進化で大容量通信が可能となると、クラウドストレージへの保管という手段も登場した。

### 機能
通常の通話機能とSMS程度の単機能のみの古典的な機種から、パソコンに匹敵する高性能スマートフォンまで、さまざまな製品が存在する。回線契約と端末の分離により端末の価格が機能に比例することや、コンテンツサービスが必要でなければ高機能な端末が必要とされないことなどから、安価で基本的な機能の端末にも根強い人気がある。

日本では、高機能（高価）な機種でもインセンティブ（販売報奨金）により安価に流通させるビジネスモデルがとられたため、高機能ガラケー機種が広く普及した。また韓国の携帯電話も高機能機種が多いことで知られる。
カメラ付き携帯電話が登場し、カメラ機能を利用した画像解析機能によりQRコードなどの二次元コードやJANコードなどのバーコードが読み取れるようになった。特にQRコードは大容量の文字データを格納することができるため普及した（参考：携帯機器）。

### オペレーティングシステム

#### 専用OS
2000年代によく使われていたオペレーティングシステム（OS）としては、Symbian OS（シンビアン）、REX OS/BREW/Brew MP (クアルコム) 、ITRON/T-Kernel（TRONプロジェクト）がある。その他には、OS-9、Nucleus RTOS、China MobileSoft、MIZI、SavaJeがある。LinuxカーネルをベースとしたOS（MontaVista Linux、T-Linux）もある。
各メーカーがOS-9やNucleus RTOS、iTRONなどのRTOSから、Symbian OSやLinuxなど携帯電話向け汎用OSの採用に動いているのは、3Gの到来とともに、その開発コストが高騰しているからである。端末の高機能化が進み、ソフトウェア規模が巨大化してきているため、限られたハードウェアで動作させる組み込み用途を想定したRTOSでは、開発環境、ミドルウェア調達など、コスト面で不利な点が多くなってきている。「RTOSは通信制御を受け持ち、ユーザインターフェースやアプリケーションの動作は汎用OSが担当する」というハイブリッドOS実装もあるが、2つのOSを協調動作させることには難しい点も多く、リアルタイム性能を高めた汎用OSへ集約される傾向にある。
OSと、その上層のミドルウェアを端末メーカ各社で共通化したプラットフォームとして、NTTドコモは、MOAPやオペレータパックを開発した。OS部分にはSymbian OSかLinuxを用いる。それまで、端末メーカ各社が自社で携帯電話用のインターフェース、ミドルウェアなどを開発してきたが、共通プラットフォームによって開発コストの抑制、開発速度の向上が図れる。
同様にKDDIはクアルコムのREX OS、およびBREW、Brew MPをそれぞれ母体に、KCP（2005夏モデル - 2015年春モデルまで）、KCP+（2007年冬モデル - 2011年夏モデルまで）、KCP3.x（2010年夏モデル - 2014年冬モデルまで）という共通プラットフォームを開発した。

#### スマートフォン用OS
スマートフォン用OSは、GoogleのAndroidとAppleのiOSで市場シェアの98%が占められている（2019年現在、IDC調べ）。
過去に開発されていたものとしてはBlackBerry、Windows Mobile、Firefox OSなどがある。

### ソフトウェア
携帯電話は限られたメモリ空間である一方で、多くの機能を搭載する高性能な電子デバイスであることから、専用のソフトウェアが搭載される。WindowsやmacOSのようなパソコン用OSのサブセットが搭載されている場合もあるが、パソコンのアプリケーションがそのまま動作することはなかったため、chromebookなどパソコンとの互換性を目指す動きもある。

### メーカー

#### 電話専用機・フィーチャーフォン時代
| 国名           | 1998年   | 2000年 | 2005年 | 割合 (%) |
| -------------- | -------- | ------ | ------ | -------- |
| 中華人民共和国 | 1,026    | 4,100  | 26,687 | 35.0     |
| 大韓民国       | 1,940    | 5,750  | 19,860 | 26.0     |
| 日本           | 3,408    | 5,535  | 4,703  | 6.2      |
| 台湾           | 5        | 350    | 4,560  | 6.0      |
| マレーシア     | 190      | 480    | 2,236  | 2.9      |
| シンガポール   | 160      | 5,500  | 1,600  | 2.1      |
| 世界合計       | 17,637.5 | 42,315 | 76,286 | 100.0    |

#### スマートフォン時代
2019年の世界スマートフォンおよび携帯電話の販売台数は16億8,721万5,000台であった。そのうち、スマートフォン販売台数は13億7,259万台となり、携帯電話販売台数の84％を占めた（米国調査会社ガートナー調べ）。
国際的に端末を供給しているのは以下の企業である。国名は本社所在地であり、2019年の端末販売台数順に並べてある（米国調査会社ガートナー調べ）。上位10社で約87%のシェアを持つ。
| メーカー     | シェア (%) |
| ------------ | ---------- |
| サムスン電子 | 27.92      |
| Apple        | 26.42      |
| Xiaomi       | 11.38      |
| ファーウェイ | 7.91       |
| OPPO         | 5.61       |
| VIVO         | 4.58       |
| Realme       | 2.83       |
| Motorola     | 2.78       |
| LG           | 2.69       |
| OnePlus      | 2.00       |
| その他       | 13.42      |

## サービス

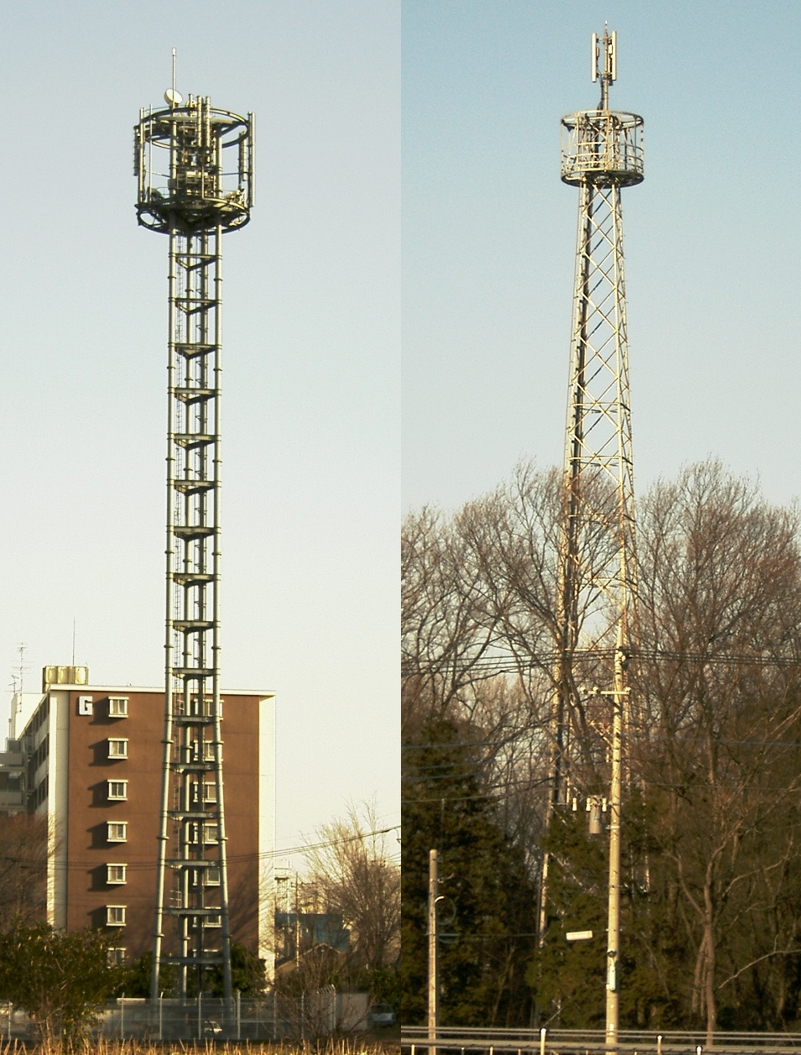
携帯電話基地局

基地局の整備により、広いサービスエリアにおいて屋外で高速移動中でも安定した通話・通信が利用可能である。第三世代携帯電話は、高速パケット通信と高い周波数利用効率が特長である。なお、高速な無線アクセスとしても利用可能であるが、利用形態によっては高額な課金となり、この現象が俗にパケ死と呼ばれる。また、電話機端末単体による通話・通信の総トラフィック（データ量）に占める割合が高い傾向にある。また、デジタルツールとしての多機能化も関係している。

### 通話
携帯電話での音声伝送方式は、当初はアナログ方式を採用しており途中からデジタル方式へと切り替えられた。当初サービスが開始された時点でのアナログ方式での通信は、暗号化されずにそのまま送信されていたため、ノイズが乗りやすいだけでなく、傍受が容易に行えるという欠点があった。そのため、強固な暗号化が可能なデジタル化が行われた。
国によってはそのころ、固定電話網もアナログ方式からデジタル方式（ISDN）への切り替えが進んでいたが、固定電話網のデジタル方式はパルス符号変調（PCM）であるのに対し、携帯電話網の方はより圧縮度の高い音声コーデック（おもにAMR形式）を使用している。両電話網の相互接続通話の際には、アナログ方式同士ならば単純だが、デジタル方式では（アナログ・デジタル併存の時期を含め）コーデック変換が、網関門交換機において必要である。
また、音声コーデックの方式は携帯電話事業者やサービス種別によって異なるため、事業者相互・方式相互の音声コーデック変換も必要となる。このため、コーデックの組み合わせによっては変換ロスにより、音声の品質が劣化してしまう。基本的には、同一事業者・同一方式の携帯電話同士の通話では変換によるロスは起こらないため、本来の通話品質を発揮できる。

### 通信
当初の携帯電話には通話機能しかなかったが、音声通話のデジタル化により端末全体がデジタル化し、これによりパケット通信によるデジタルネットワークへの接続が可能となった。デジタルネットワークの中でも、世界的に普及しているインターネットへの接続が早くから行われ、携帯電話でインターネット網にアクセスできるようになった。クライアント化である。
これにより携帯電話を対象にしたウェブページ（モバイルサイト）が携帯電話会社から公式サイトとして設立されたり、また個人でインターネット上に携帯電話を対象にした勝手サイトと呼ばれるサイトが開設されるようになる。さらに携帯電話の高速通信化により、通信機能を利用して携帯電話で金銭の管理を行うモバイルバンキングやオンライントレードも行えるようになっただけでなく、動画コンテンツの閲覧も可能となった。
従来、携帯電話ではそれのみを対象にして作られた簡素なHTMLによるウェブページしか表示できなかったが、2000年代半ばからパソコン互換ブラウザを搭載した端末も実現し、パソコン向けに作成されたコンテンツの閲覧が可能となった。

### 通信規格
各地域での携帯電話の通信規格（方式）はおおむね以下のようになっている。
| 地域   | 1G          | 2G                                       | 3G               | 3.9G                     | 4G                                | 5G         |
| ------ | ----------- | ---------------------------------------- | ---------------- | ------------------------ | --------------------------------- | ---------- |
| 日本   | TACS、HiCAP | PDC、cdmaOne                             | CDMA2000、W-CDMA | LTE、モバイルWiMAX、AXGP | LTE-Advanced、WiMAX 2.1、AXGP(CA) | NR (5G NR) |
| 韓国   |             | cdmaOne                                  | CDMA2000、W-CDMA | LTE等                    |                                   | NR         |
| 北米   | AMPS        | GSM (850/1900MHz)、cdmaOne、D-AMPS、iDEN | CDMA2000、W-CDMA | LTE等                    |                                   |            |
| その他 | TACS        | GSM (900/1800MHz)、cdmaOne、D-AMPS、iDEN | CDMA2000、W-CDMA | LTE等                    |                                   |            |

第一世代携帯電話（1G）はアナログ方式。モトローラのTACSやNTTのHiCAPなどがある。
第二世代携帯電話（以下2G）はGSM方式が世界的に主流となっている。日本と韓国および北朝鮮では、GSMは採用されていない。日本では PDC（Personal Digital Cellular）という独自の方式が主流だったため、独自の端末やサービスが普及する一方、海外端末メーカーの参入や国際ローミングサービスが進まず鎖国的状態にあった。韓国では、アメリカのクアルコム（Qualcomm）社のcdmaOne（IS-95）という方式を全面的に採用し、サムスン電子やLG電子などが国際的に飛躍する基となった。北米はEUとは異なり、政府は携帯電話事業者に技術の選択について強制せず、各社の選択に委ねた。結果として、GSMとcdmaOneがほぼ拮抗しているのが現状である。
第三世代携帯電話（以下3G）は、2Gが各国・各地域で独自の方式、異なる周波数を採用し、全世界での同一方式の利用ができなかった反省を踏まえ、第三世代携帯電話の規格、IMT-2000の決定においては、携帯電話を全世界で利用できるようにするための指標が立てられた。しかし、規格策定の過程で、W-CDMAとCDMA2000が並行採用という形となり、GSM陣営はW-CDMAへ、cdmaOne陣営はCDMA2000へ移行することとなった（南北アメリカ・アジア地域の一部）。中国政府は、自己技術育成の観点から独自のTD-SCDMAを導入しようとしている。また3G技術の特許代に関し、「クアルコム」のライセンス価格が高すぎるとして、Qualcommと電話機ベンダー（販売会社）、チップセットベンダー数社の間で、現在係争中である。
日本ではNTTドコモ、ソフトバンクモバイルがW-CDMAを採用し、国際ローミングや海外メーカー参入が促進されている。KDDI（au）は2GはcdmaOne方式のためCDMA2000方式を採用している。ただし、日本のcdmaOneおよびCDMA2000は、UHFテレビ放送波との干渉回避のため、上りと下りの周波数が他国と逆転している。このためグローバルパスポートCDMA端末以外では国際ローミングができない。
先進国やcdmaOne陣営のほとんどは3Gの導入が済んでいるが、GSM陣営では、ユーザーがより安価なGSM端末を好む傾向もあるため、コストがかかるW-CDMAへの移行は進んでいない。安価なGSM端末は、高価なW-CDMA端末より人気がある。スマートフォンなどの高価なGSM端末でも、電池の軽量化を図って消費電力の多いW-CDMAやCDMA2000などの3Gには対応しない端末もある。またGSMでもEDGEやEDGE Evolutionを用いて3G並みの高速なデータ通信ができる。
このため、GSMのサービスの停止時期を打ち出しているGSM事業者は2008年現在、存在しない。
発展途上国では、固定電話網の未整備を補完し、低価格でデータ通信網込みで広域エリア化するために、最初からCDMA2000技術を400MHz帯に使ったCDMA450による3Gネットワークの導入なども行われている。
2006年の世界携帯電話販売台数における比率は、GSMがおおよそ7割弱、CDMA（cdmaOne + CDMA2000）がおおよそ2割強、W-CDMAは1割弱である。
第3.9世代移動通信システムでは、日本は4社ともLTE方式を採用する。

### 料金形態
料金は音声通話の場合は通話時間、データ通信の場合は通信時間またはデータ量で算出されるのは国際的に共通である。プリペイド（前払い）、ネットワークを自前で持たない仮想移動体通信事業者（MVNO）によるサービスもある。
プリペイドの場合、基本料金はないが、最後に入金してからの経過日数によって有効期限が定められているため、使用頻度が低くても定期的に入金する必要はある。EUは、全般にプリペイド比率が高い。
アメリカなどでは、音声通話は一定時間まで定額であるのが一般的である。また、夜9時以降および週末の通話は無料になる契約が多い。その反面、一般的に、電話をかけた側だけでなく、受けた側も通話料が発生する。

## ビジネスモデル
技術的には、SIMカードを交換することにより、通信事業者を変えることが可能である。このため、端末メーカーは最初に世界共通モデルを開発して、必要な場合にだけ、小規模の特定事業者向けのカスタマイズをするのが主流である。
海外ではひとつの機種でもメーカーの出す業界標準の機能のみを搭載している「スタンダードバージョン」とキャリア独自のサービスを付加したものの2種類販売されている。前者はSIMロックがかかっていないため通信方式が同じなら世界中どこでも利用できる。後者はインセンティブ制度のもと、SIMロックがついて販売されている。この辺の事情は日本と同じであるが、インセンティブの額は、日本は突出して大きい。
マーケット規模の巨大な携帯電話は、世界規模での大量販売による価格競争が行われ、膨大な出荷台数を獲得している。

## 使用上のトラブルと対策

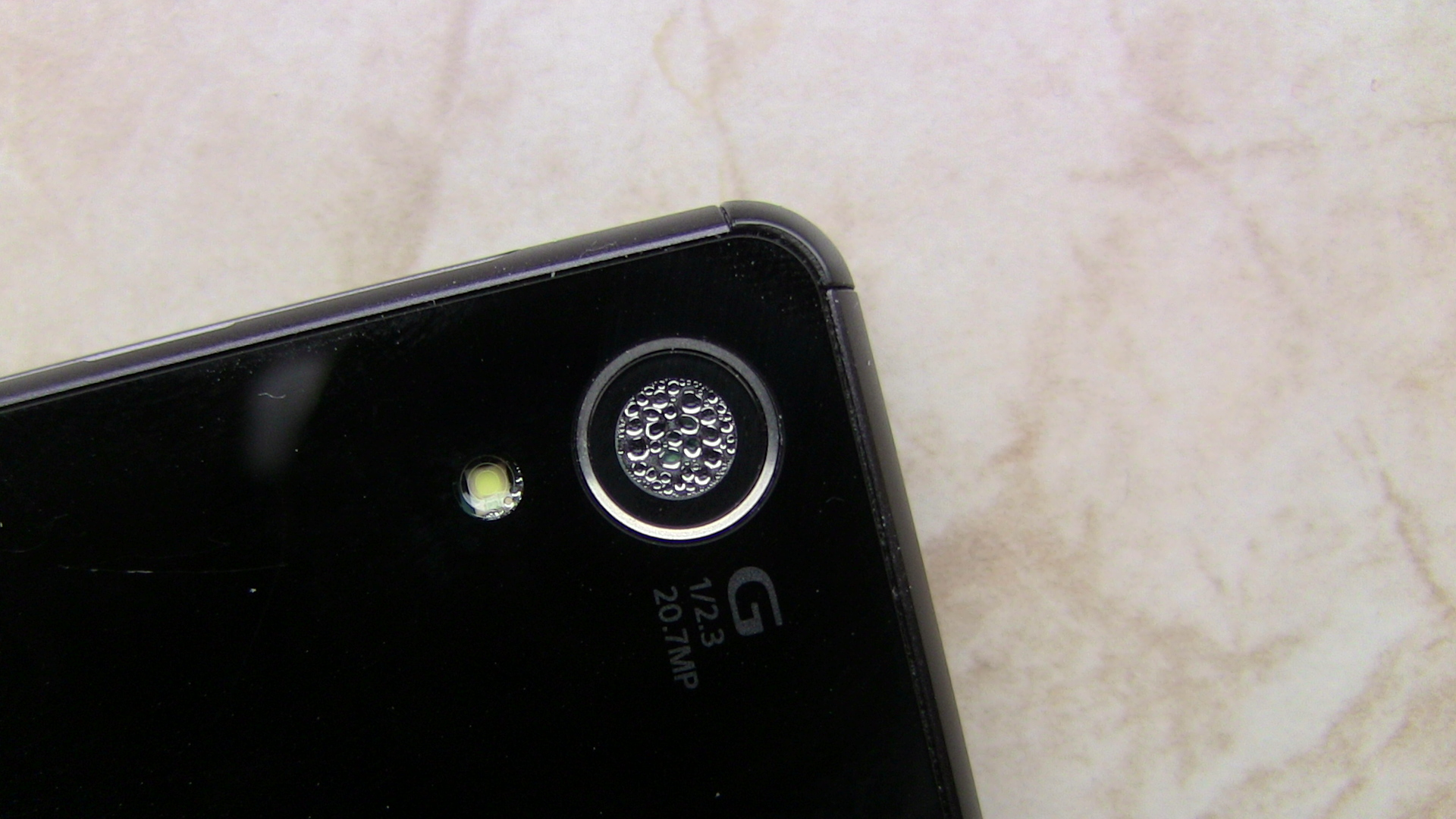
内側のカメラレンズに水滴が生じた例

耐水性
防水機能のない携帯電話は軽微な水濡れでも故障するので、利用者から「この程度の水濡れで故障するのは欠陥品ではないか」といった苦情が国民生活センターに寄せられている。国民生活センターでは、利用者に防水でない機種は水に濡らさないように注意し、水に濡れる使い方をする人は防水の機種を購入するように呼びかけている。携帯電話会社には消費者への周知徹底と日常の軽微な水濡れで故障しないような改善、修理をする場合は消費者に一方的な負担をさせないことを要望している。
異常過熱
機器に内蔵するリチウムイオン電池が異常過熱により爆発してけがや火災の原因となる事例もある。
健康への影響
WHO（世界保健機関）の一部であるIARC（国際がん研究機関）は2011年5月31日、発がん性リスクをランク分けする表（IARC発がん性リスク一覧）の中で、「携帯電話の使用」を、5段階中、上から3番目のGroup2Bのカテゴリーに入れたと発表した（Group2Bは、ヒトに対する発癌性が疑われるグループである）。
電子機器への影響
- 心臓ペースメーカー使用者への携帯電話、スマートフォンの発する電磁波による誤作動などの影響が警鐘されている。

通信遮断エリア
病院や飛行機内などでの利用は制限される。
- 通信機能抑止装置 : 劇場等の着信音防止。特殊詐欺被害防止。

料金体系の確認誤りによる経済的被害
パケ死
フィルタリング
- フィルタリング (有害サイトアクセス制限)

犯罪利用
暗号化されたチャットアプリの使用があったが、いずれも捜査機関によって摘発され大規模な逮捕劇となっている。EncroChat、ANOM

## その他の用途
携帯電話の多機能性を活用して通信以外の用途へ使用する研究が進みつつある。満足な医療が受けられない地域では可搬式の診断装置としての応用が進められる。

## 国・地域における携帯電話
- 日本における携帯電話
- 日本の携帯電話文化
- 韓国における携帯電話
- 台湾における携帯電話
- 中国における携帯電話
- アメリカ合衆国における携帯電話
- ロシアにおける携帯電話
- ウクライナにおける携帯電話

## 携帯電話の文化
- 絵文字、ギャル文字
- 着信メロディ、着信ボイス、着うた
- 写メール
- 自分撮り（セルフィー）
- デコレーション携帯電話